# Vlaamperd
Das Vlaamperd (auch SA Vlamperd oder Vlamperd)  ist eine Pferderasse, die sich beginnend im 19. Jahrhundert in Südafrika entwickelte. Die wichtigste Grundlage waren aus den Niederlanden und Belgien importierte Friesen.
Hintergrundinformationen zur Pferdebewertung und -zucht finden sich unter: Exterieur, Interieur und Pferdezucht.

## Exterieur
Das Vlaamperd ist ein kleines Pferd mit einem edlen Äußeren, das Stockmaß liegt zwischen 147 und 157 cm. Wie die Friesen sind die Vlaamperds Rappen, bei Stuten sind auch schwarzbraun oder dunkelbraun als Fellfarben zugelassen. Hellere Farben sind im Zuchteinsatz strengstens untersagt, da dies als ein Beweis dafür gesehen wird, dass andere Rassen eingekreuzt wurden.

## Interieur
Das Vlaamperd ist ein leistungsbereites Pferd mit einem guten Charakter und feinen Bewegungen mit einer hohen Knieaktion. Am erfolgreichsten ist die Rasse im Fahrsport. Vlaamperds gehen im Zwei-, Vier- und Achtspänner und werden gerne bei Festen, Hochzeiten und im Tourismus als Attraktion vorgeführt. Mit seinen eleganten Bewegungen ist das Vlaamperd auch als Reit- und Dressurpferd beliebt.

## Zuchtgeschichte
1820 importierte Gouverneur Lord Charles Somerset mehrere Hengste in die damalige Kapkolonie. Die meisten von ihnen waren Englische Vollblüter und Araber. Diese Hengste wurden mit einheimischen Kap-Pferd-Stuten gekreuzt. Das Ergebnis waren edle Reitpferde, welche als die ersten Hantam-Pferde gelten.
Während des frühen 19. Jahrhunderts kamen Landwirte mit den niederländischen Friesen in Berührung, die in großer Zahl in das Land importiert wurden und das Hantam-Pferd durch Kreuzung verdrängten. Auch deutsche schwere Warmblüter, Ostfriesen und Oldenburger, die für ihre guten Eigenschaften als Fahrpferd bekannt waren, wurden importiert. Besonders hervorzuheben ist der Ostfriesisch-Oldenburger Hengst mit dem Namen Kemp, der große Bedeutung in der Entwicklung des Vlaamperd hatte. Darüber hinaus wurden Hackneys und Cleveland Bays in der Zucht eingesetzt. Den größten Einfluss auf Vlaamperds, die nach 1940 geboren wurden, hatte der 1930 geborene Hengst Scheepers.
Während der Entwicklung einer eigenständigen Rasse Anfang des 20. Jahrhunderts untersagten die niederländischen Behörden die Ausfuhr von Friesen-Pferden, um ihre eigene Zucht zu kontrollieren. Um das Gesetz zu umgehen, begann man stattdessen Friesen aus Antwerpen zu importieren. Das Gebiet um Antwerpen wurde Flandern genannt, weshalb sich in Südafrika der Name Vlaamse perde (flämisches Pferd) für diese Pferde einbürgerte. Der ähnliche Name Vlaamperd wurde dann als Name der neuen südafrikanischen Rasse gewählt. Der Vlaamperd Züchterverband (SA Vlaamperd Breeder’s Society) wurde 1983 in Bloemfontein gegründet. Die Rasse ist heute relativ selten.